# Біліктуйське сільське поселення
Білікту́йське сільське поселення (рос. Биликтуйское сельское поселение) — сільське поселення у складі Борзинського району Забайкальського краю Росії.
Адміністративний центр та єдиний населений пункт — село Біліктуй.

## Населення
Населення сільського поселення становить 222 особи (2019; 295 у 2010, 484 у 2002).